# Fibra reticular
As fibras reticulares são formadas pela proteína colágeno do tipo III, em associação a glicídios. São ramificadas e formam um traçado firme que liga o tecido conjuntivo aos tecidos vizinhos.
As fibras reticulares são formadas predominantemente pelo colágeno do tipo III, mas também pelo colágeno do tipo I, associado a um elevado teor de proteoglicanas e glicoproteínas.
As fibras reticulares são constituídas por um tipo especial de colágeno e são mais finas que as outras fibras. Elas são ramificadas e formam um trançado firme que liga o tecido conjuntivo aos tecidos vizinhos. Ocorrem em abundância em órgãos que tem relação com o sangue e hemolinfopoeticos, como a medula óssea vermelha, baço, timo e os linfonodos.
São extremamente delicadas e possuem diâmetro semelhante ao das fibrilas colágenas. Ficam interligadas aos feixes de fibras colágenas.